# Chrystus i jawnogrzesznica (obraz Rembrandta)
Chrystus i jawnogrzesznica – obraz olejny autorstwa Rembrandta, obecnie znajdujący się w National Gallery w Londynie. Obraz sygnowany w prawym dolnym rogu datą 1644.

## Geneza obrazu
Chrystus i jawnogrzesznica jest ilustracją motywu zaczerpniętego z Ewangelii Jana (J 7:53-8:11), dotyczącego cudzołożnicy i osądzających ją faryzeuszy, pericope adulterae. 

Na to Jezus pochyliwszy się rysował palcem po ziemi. Gdy nie przestawali Go pytać, wyprostował się i rzekł im: «Kto z was jest bez grzechu, niech pierwszy rzuci w nią kamieniem». I znowu pochyliwszy się, rysował po ziemi.(J 8,8-11)

 Faryzeusze przyłapawszy kobietę na cudzołóstwie, przyprowadzili ją do Jezusa Chrystusa, by ten osądził ją według prawa. W rzeczywistości była to prowokacja ze strony kapłanów: jeśli uznałby kobietę winną (zgodnie z Prawem Mojżeszowym), sprzeciwiłby się prawu rzymskiemu, które zabraniało Żydom wydawania wyroków śmierci, jeśli by ją ułaskawił – sprzeciwiłby się Prawu Mojżeszowemu. Jezus zamiast wydać wyrok, wypowiedział słowa: „Kto z was jest bez grzechu, niech pierwszy rzuci w nią kamieniem”.

## Opis obrazu
Obraz prawdopodobnie powstał na zamówienie. Rembrandt powrócił do swojego dawnego stylu, malując scenę grupowa pełną barokowego przepychu. Scena z jawnogrzesznicą rozgrywa się w świątyni w Jerozolimie. W tle, z ciemności, wynurzają się złocone potężne filary i ołtarz, przed którym rozgrywa się inna scena, nie związana z tą widoczną na pierwszym planie. Główna grupa została namalowana z zachowaniem każdego szczegółu. Rembrandt zadbał o dramaturgię kontrastów, przeciwstawiając odzianych w skromne, szare szaty Chrystusa i jego uczniów, faryzeuszom w bogatych, kolorowych ubraniach. Pośrodku, w świetle padającym z góry, w białej sukni symbolizującej niewinność, umieszczona została sądzona kobieta.

## Proweniencja
Obraz w 1824 roku został zakupiony przez National Gallery w Londynie